# Андерсон, Джером
Джером Андерсон (англ. Jerome Anderson; 9 октября 1953, Малленс, Западная Виргиния — 1 августа 2009, Хельсингборг, Сконе) — американский баскетболист и тренер.

## Биография
Андерсон родился в Малленсe, штат Западная Виргиния. В 1972 году закончил местную среднюю школу и поступил в университет Западной Виргинии.
На драфте НБА 1975 года Андерсон был выбран в третьем раунде (под 53-м выбором) командой «Бостон Селтикс». Андерсон отыграл два сезона (1975–1977) в Национальной баскетбольной ассоциации в составе «Бостон Селтикс» и «Индиана Пэйсерс». В среднем за карьеру он набирал 2,6 очка за игру и 1976 году в составе «Селтикс» стал чемпионом НБА.
Андерсон позже играл и тренировал в Швеции и Норвегии. Среди его достижений как тренера — чемпионство Норвегии с «Ульрикен Иглз» в 2007 году.
Андерсон умер в Хельсингборге в возрасте 55 лет после продолжительной болезни.

## Статистика

### Статистика в НБА
| Сезон                                                                                    | Команда | Регулярный сезон | Регулярный сезон | Регулярный сезон | Регулярный сезон | Регулярный сезон | Регулярный сезон | Регулярный сезон | Регулярный сезон | Регулярный сезон | Регулярный сезон | Регулярный сезон | Серия плей-офф | Серия плей-офф | Серия плей-офф | Серия плей-офф | Серия плей-офф | Серия плей-офф | Серия плей-офф | Серия плей-офф | Серия плей-офф | Серия плей-офф | Серия плей-офф |
| Сезон                                                                                    | Команда | GP               | GS               | MPG              | FG%              | 3P%              | FT%              | RPG              | APG              | SPG              | BPG              | PPG              | GP             | GS             | MPG            | FG%            | 3P%            | FT%            | RPG            | APG            | SPG            | BPG            | PPG            |
| ---------------------------------------------------------------------------------------- | ------- | ---------------- | ---------------- | ---------------- | ---------------- | ---------------- | ---------------- | ---------------- | ---------------- | ---------------- | ---------------- | ---------------- | -------------- | -------------- | -------------- | -------------- | -------------- | -------------- | -------------- | -------------- | -------------- | -------------- | -------------- |
| 1975/76                                                                                  | Бостон  | 22               |                  | 5,7              | 55,6             |                  | 68,8             | 0,6              | 0,3              | 0,1              | 0,1              | 2,8              | 4              |                | 1,3            | 33,3           |                | -              | 0,3            | 0,3            | 0,0            | 0,0            | 0,5            |
| 1976/77                                                                                  | Индиана | 27               |                  | 6,1              | 44,1             |                  | 70,0             | 0,4              | 0,4              | 0,2              | 0,1              | 2,4              | Не участвовал  | Не участвовал  | Не участвовал  | Не участвовал  | Не участвовал  | Не участвовал  | Не участвовал  | Не участвовал  | Не участвовал  | Не участвовал  | Не участвовал  |
|                                                                                          | Всего   | 49               |                  | 5,9              | 49,0             |                  | 69,4             | 0,5              | 0,3              | 0,2              | 0,1              | 2,6              | 4              |                | 1,3            | 33,3           |                | -              | 0,3            | 0,3            | 0,0            | 0,0            | 0,5            |
| Наведите курсор мыши на аббревиатуры в заголовке таблицы, чтобы прочесть их расшифровку. |         |                  |                  |                  |                  |                  |                  |                  |                  |                  |                  |                  |                |                |                |                |                |                |                |                |                |                |                |